# Biddenham
Biddenham egy falu Angliában, Bedfordshire megyében. Bedfordtól nyugatra, az A428 út mellett fekszik. Bedford "lakótelepüléseként" szolgál. Itt található a Bedfordi vasútállomás is. A faluban drága élni. Biddenham ad otthont a Manor kórháznak, ami egy magánkórház. Található itt egy kocsma és egy nemrég épült golfpálya is.
A faluban működik a Biddenham Upper School and Sports College is. Ez egy állami iskola, amit 1988-ban hoztak létre John Howard és Pilgrim School egyesülésével.
St Gregory's RC Middle School egy katolikus középiskola. Nincs fogadókörzete, így Bedford minden részéről érkeznek ide tanulók.

## Történelem
Ez a terület már a római idők előtt is lakott volt. Ezt bizonyítják az 1861-ben itt talált kőszerszámok, amik ma a British Museum tulajdonában vannak. A római és egyéb szász emlékek is a British Museum tulajdonát képezik. Az 1086-ban kiadott Domesday Bookban csak egy földterületről esik szó, ami William Spek tulajdonába volt.
1086-tól a 20. századig a település nagyrészt mezőgazdasági városként funkcionált. 1900-ban hat farmot tartottak számon. Azonban az emberek más munkák után kellett nézniük. Ma a legtöbb ember Bedfordban vagy Londonban, esetleg távolabb Milton Keynesbe, Cranfieldbe dolgozik. Az faluban már csak kevés munkaadó maradt, az egyház, a kocsmák és éttermek, iskolák, a golfpálya és a magánkórház.
A templom, ami a szász időkből való, Idősebb Szent Jakab tiszteletére van felszentelve. A torony a 12. századból, míg a szentély a 14. századból származik. A templomban négy építészeti stílus lelhető fel. A normann és az angol gótikus építészeten belül a korai angol, a díszített gótika és a merőleges gótika. A festett üvegablakok a viktoriánus korban készültek.
A faluban sok zsúpfedeles kunyhó maradt meg a 17-18. századokból. 1986-ban helyreállították a falusi tavat és a környékét betelepítették állatokkal. A lakosok egyik nyugodt és kellemes pihenőhelye.

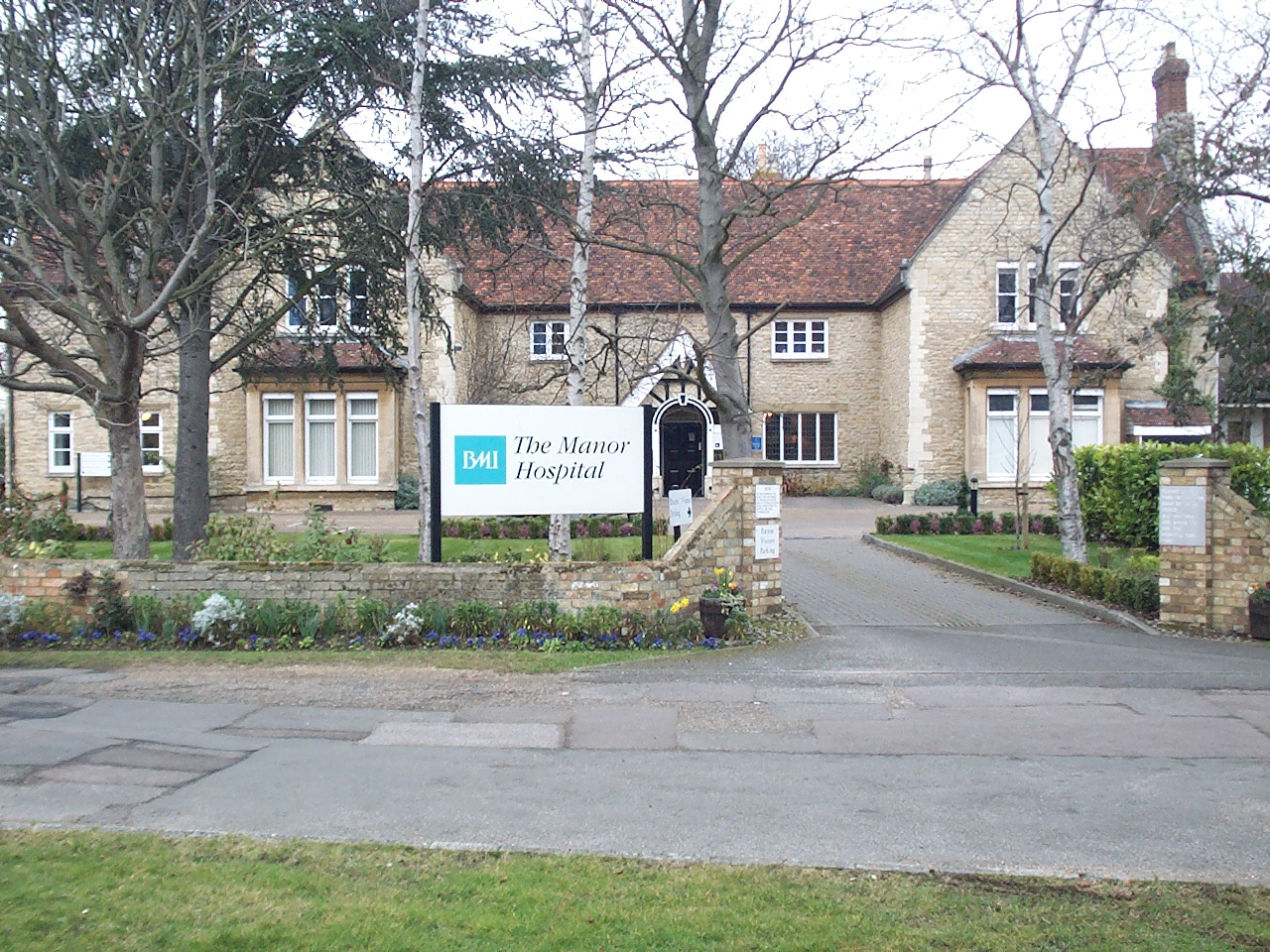
A Manor magánkórház
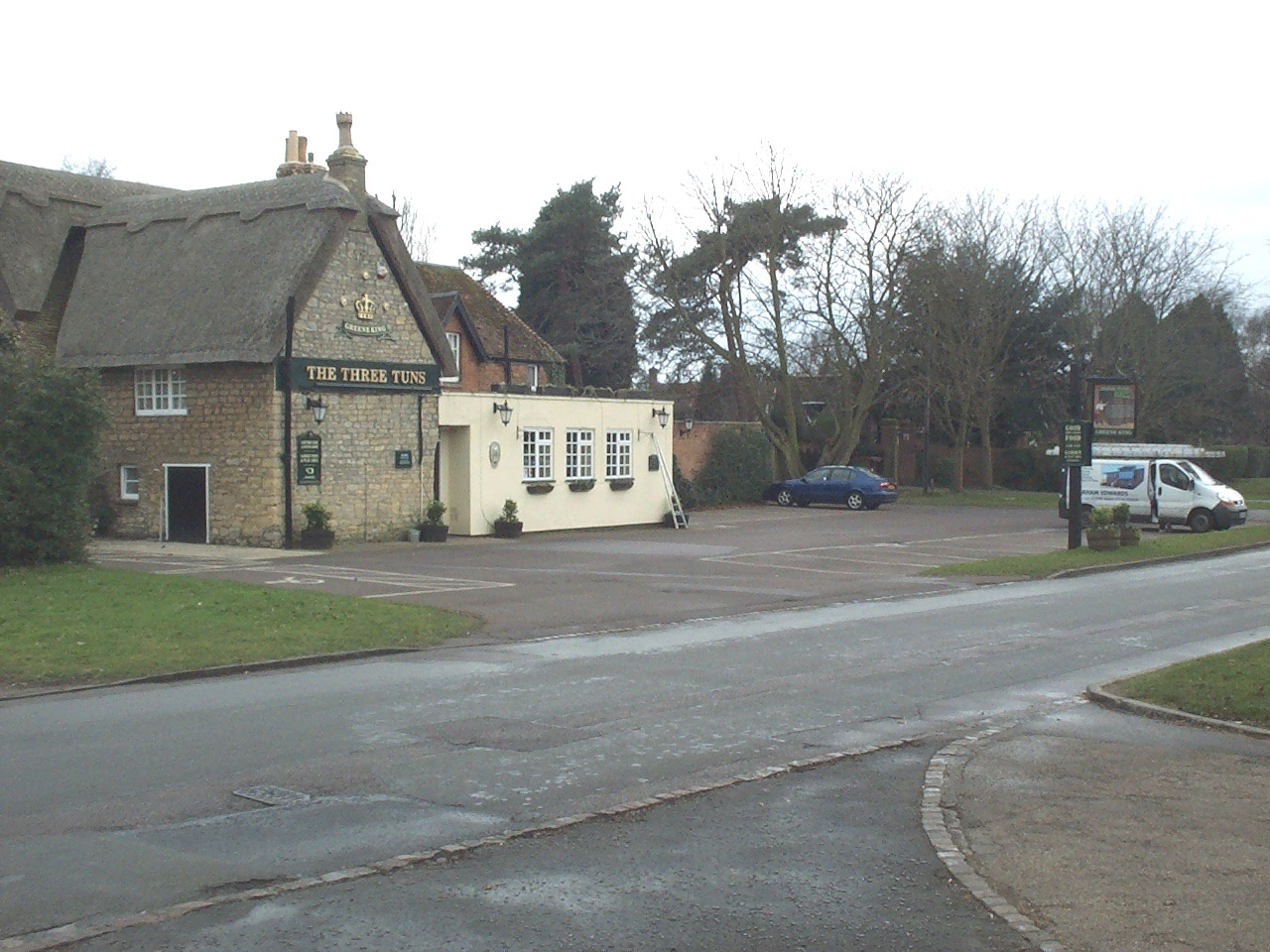
Three Tuns azaz a Három hordó pub
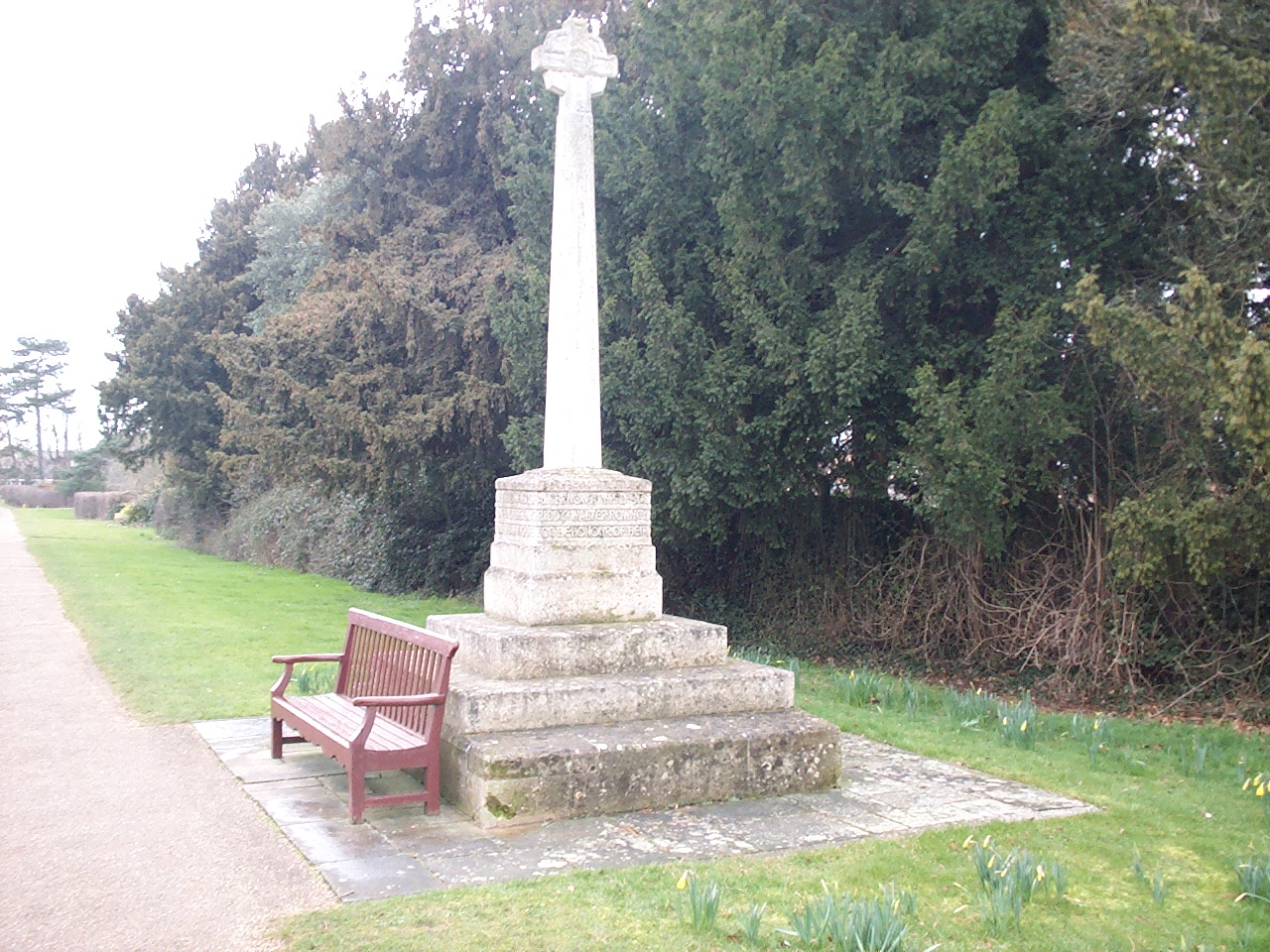
Háborús emlékmű

## Fordítás
- Ez a szócikk részben vagy egészben  a   Biddenham című angol Wikipédia-szócikk ezen változatának fordításán alapul.  Az eredeti cikk szerkesztőit annak laptörténete sorolja fel. Ez a jelzés csupán a megfogalmazás eredetét és a szerzői jogokat jelzi, nem szolgál a cikkben szereplő információk forrásmegjelöléseként.

## Külső hivatkozások
- Biddenham honlapja (angolul)